# التباس لفظي

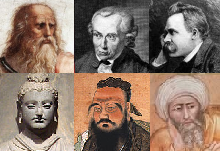

الالتباس اللفظي أو الالتباس المعجمي أو الاشتراك المُضِلّ أو المُشكك (بالإنجليزية: Equivocation) في المنطق، يُعتبر الاشتراك اللفظي (مناداة شيئين مختلفين بنفس الاسم) مغالطة غير صورية تنتج من استخدام لفظ أو تعبير بعدة معانٍ في الحجة مما يؤدي إلى نتيجة زائفة. يُعتبر «من يصل أولًا» لـ«أبوت وكوستيلو» أفضل مثال معروف عن الاشتراك اللفظي. إنه نوع من مغالطات الالتباس الذي ينشأ من وجود أكثر من معنى لنفس الجملة أو الكلمة، وليس من القواعد النحوية أو من تركيب الجملة.
من الأمثلة على الاشتراك اللفظي في القياس المنطقي (سلسلة منطقية من الاستدلال):
- كل قانون يجب أن يُطاع

قانون الجاذبية هو قانون؛
إذًا، قانون الجاذبية يجب أن يُطاع
هنا تُستخدم كلمة قانون بدلالتين مختلفتين، ففي الجملة الأولى تُعبر عن القوانين الوضعية التي يسنها البشر والتي يُجب الالتزام بها، وفي الجملة الثانية تُستخدم للتعبير عن قوانين الفيزياء الطبيعية والتي لا يصح الحديث عنها بلغة الطاعة أو الرفض. تُسمى المغالطة في هذه الحالة باسم «مغالطة التباس الحد الأوسط».
- كل قتلة الأطفال غير إنسانيين

إذًا لا يمكن أن يكون هناك قاتل أطفال ينتمي للنوع الإنساني
هنا تُستخدم كلمة إنساني في الجملة الأولى بمعنى «رحيم»، وفي الجملة الثانية بمعنى النوع الإنساني أي نوع الإنسان العاقل الذي ننتمي إليه.

## أمثلة أخرى على الاشتراك اللفظي
عندما يخاطب أحدهم الآخر بعبارة «كن مؤمنًا» فقد يعني ذلك «ثق في رحمة الله»، ولكنه يختلف معناه إذا كان المخاطب ملحدًا فيعني في تلك الحالة «عليك الاعتقاد بوجود الله». وعندما يقول أحدهم للآخر «إني أعتقد في» فلان من الرؤساء، فهذا يعني أنه يثق في كفائته كرئيس، ولكنه ربما يستخدمه بعمنى مختلف في جملة «إني أعتقد بوجود الأشباح» ففي هذه الحالة يكون المعنى أن المتحدث يعتنق معتقدًا بأن الأشباح موجودين.
لا يكون الاشتراك اللفظي مغالطًا بحد ذاته، ولكنه يمثل فخًا للوقوع بالمغالطات، عندما يخدع المتحاور باعتبار الحجة المغلوطة إلى حجة صائبة.

### المشترك اللفظي
المشترك اللفظي هو كلمة أو جملة لها معانٍ مختلفة ولكنها ذات صلة. يحدث ذلك بسبب تطبيق الألفاظ الموجودة سلفًا على مواقف جديدة، وتلك ظاهرة طبيعية تحدث في اللغة وتؤدي لتغيرها، لذلك نتغلب على ذلك بالنظر إلى الجذر اللغوي للفظ من أجل تحديد المشترك اللفظي. تشترك بعض الألفاظ غير المرتبطة بأصل تاريخي واحد، لذلك لا يكون البحث في الجذر اللغوي نافعًا في كل الأوقات، وكُتاب المعاجم يتركون الأمر لحدس القارئ من أجل الحكم على الاشتراك اللفظي.

## التفسير

### فرديناند دو سوسير واعتباطية العلامات
تُعتبر العلاقة بين الصوت الذي نصدره عند نطق الكلمة ومعنى هذه الكلمة في الواقع من الصفات الأساسية للغة البشرية، أو من صميم تركيبها. إلا أن هذه العلاقة بين صوت الكلمة ومعناها علاقة اعتباطية؛ أي أنه لا يوجد أي صفة جوهرية في الصوت ليفيد الدلالة التي يعنيها. تلك هي الرؤية التي قال بها عالم اللغويات فرديناند دو سوسير خلال القرن الماضي، بتطويره مفهوم اعتباطية العلامات Arbitrariness of the sign، فيقول سوسير أنه لا يوجد علاقة مباشرة بين الصورة (الدال) والمعنى (المدلول) لأي علامة.
إن تلك الرؤية تناقض الرؤية القديمة عن اللغة بكونها فطرية، فالقول بأن تطور اللغة هو تطور اعتباطي يعني أن اللغة بنية اجتماعية تتطور عبر التفاعل الاجتماعي، يتعلم الطفل اللغة منذ الصغر من خلال المجتمع، كيف يستخدم الكلمات وكيف يستخدم القواعد النحوية للغة التي يتعلمها، وبالتالي فإن اللغة تطورت تاريخيًّا كمنتج اجتماعي ساعدته العادات والتقاليد.
تعني «اعتباطية اللغة» أن الكلمات تدل على معناها عن طريق الصدفة، وأن الكلمات والتركيب الكامل للغة يسيران بلا أي غرض واعٍ، إلا أن اللغات كانت في الوقت ذاته الأداة الأساسية التي يستخدمها البشر من أجل التواصل، وأداة قوية للغاية من أجل التفكير، هي الأساس الذي تقوم عليه الأبحاث العلمية وتقدم التكنولوجيا. لكن إذا كانت هذه الأداة الفعالة للغاية اعتباطية، فلا مجال لنسبها إلى القوى فوق الطبيعية كما فعل المصريون القدماء بنسب أصلها للإله بتاح.
وعلى ذلك فإن سوسير يرغب أن يقول لنا أن اللغة اعتباطية، وهي منتج للتقاليد، ولكي يأخذ الدال دلالته فلا بد أن يتفق المجتمع عليه. لذلك فلا يعني القول بأن اللغة اعتباطية أن دلالة الدال متروكة تمامًا للمتحدث، ولكنه فقط يعني أنه غير محفَّز، ويعني أنه لا يوجد علاقة طبيعية بين الدال والمدلول. لا يعطي المعنى للكلمة سوى اختلافها عن غيرها. إن حالة اللغة هي دائمًا منتج للقوى التاريخية، وهذه القوى تفسر تغيُّر العلامة أو ثبوتها.
ولما كانت هذه التطورات التاريخية بإمكانها أن تغير من المعنى المقصود لكلمة ما، أو تضيف معنى جديد لهذه الكلمة، فتصبح للكلمة الواحدة أكثر من معنى، فإن ذلك يهدد الوضوح والإفصاح ويعطل الوظيفة الأصلية للألفاظ مما يؤدي إلى الوقوع في المغالطة.

### لودفيغ فيتغنشتاين والتشابهات العائلية
يقول الفيلسوف لودفيغ فيتغنشتاين:
التشابهات العائلية هي فكرة فلسفية نشرها الفيلسوف لودفيغ فيتغنشتاين، وتحدث عنها في كتابه تحقيقات فلسفية (1953). إنه يجادل في الكتاب بأن الأشياء التي كنا نظن أنها ترتبط بصفة مشتركة جوهرية، هي في الواقع مرتبطة بسلسلة من التشابهات المتداخلة، بحيث لا يكون هناك صفة شائعة ومشتركة بين كل الأشياء. استخدم فتغنشتاين مثال الألعاب لشرح هذا المفهوم، فأصبح هذا المثال هو الذي يلجأ إليه الجميع لشرح تلك الفكرة. يقول البعض أن فتغنشتاين اقتبس هذا المصطلح من الفيلسوف فريدريك نيتشه، الذي استخدمه كما فعل العديد من فلاسفة القرن التاسع عشر، أثناء الحديث عن عائلات اللغة. ينتشر المفهوم في أعمال فتغنشتاين المتأخرة كثيرًا، وفي كتابه تحقيقات فلسفية، يقدم فتغنشتاين هذا المفهوم للرد على الأسئلة المطروحة حول ماهية اللغة، تلك الأسئلة التي صارت محور اهتمام فتغنشتاين في حياته الفلسفية.

## الاشتراك اللفظي في الأدب

### تأثير الاشتراك اللفظي
يسمح الاشتراك الفظي للكاتب أو المتحدث أن يتجنب المثول لموقف محدد، وهو ما له فائدته في الأدب، بالرغم من أنه مخادع للغاية، إلا أنه طريقة مفيدة لتجنب الأسئلة الصعبة أو الحجج المعارضة. في الحجج الصورية، قد يُستخدم الاشتراك اللفظي لصياغة حجج مخادعة من أجل إقناع المحاور بالحجة. فربما تُستخدم بعض الألفاظ الغامضة مثل «الحرية» أو «العدالة» بدلالة في بداية الحديث وبدلالة مختلفة في ختام الحديث، وبالتالي تخلص الحجة بنتائج مغلوطة بالرغم من صحة الحجة ظاهريًّا. في أغلب الأحيان يكون هذا النوع من الاشتراك اللفظي غير واعٍ؛ فلا يلاحظ المتحدث تغيُّر تعريفاته خلال مسار كتابة الحجة.

### أمثلة على الاشتراك اللفظي في الأدب

#### مسرحية مكبث
في مسرحية شكسبير «مكبث»، أكدت الأخوات الغريبات (ساحرات يمكنهن التنبؤ بالمستقبل) لمكبث أنه لا يمكن قتله على يد «أي أحد ولدته امرأة»، فهم مكبث معنى هذه النبوءة بأنه لن يُقتل على يد أي إنسان. إلا أن مكدف (حاكم فايف في المسرحية) قتل مكبث. فُسر هذا الموقف بأن مكدف قد ولد ولادة قيصرية؛ وهو ما يعني في الثقافة الإليزابيثية أنه «لم يولد أبدًا». وبالتالي أدت النبوءة لمكبث للاعتقاد أنه لا يُقهر وفي الواقع كان هذا غير صحيح.

#### رسالة سيسرو إلى ابنه
في رسالة شهيرة كتبها الفيلسوف الروماني سيسرو، يبدأ الرسالة بتحذير ابنه بألا يتبع «الشرف» وكان يعني بذلك التوقف عن السعي إلى الشهرة والمجد. إلا أنه في أجزاء أخرى من الرسالة يشير إلى كلمة «السلوك الشريف»، ويعني بتلك الكلمة السعي إلى السلوك الأخلاقي والعدل. ربما كان هذا الالتباس الذي وقع فيه سيسرو حادثًا، إلا أنه أدى للغموض بين الدارسين فصار من الصعب أن يحددوا قصده سيسرو بالضبط من كلمة «شرف».